# Паршенков, Борис Семёнович
Борис Семёнович Паршенков (14 января 1923, Кутулик, Усть-Ордынский Бурятский автономный округ — 23 июля 1977, Райчихинск, Амурская область) — вначале командир разведывательной партии армейской разведывательной группы (60-я армия, 1-й Украинский фронт), затем командир отделения разведки 920-го отдельного корпусного сапёрного батальона (4-й Украинский фронт), старший сержант. Полный кавалер ордена Славы.

## Биография
Борис Семёнович Паршенков родился в крестьянской семье в селе Кутулик Иркутского уезда Иркутской губернии (в настоящее время Аларский район Иркутской области). Окончил 7 классов школы, работал в колхозе.
В августе 1941 года Черемховским райвоенкоматом был призван в ряды Красной армии. С ноября 1941 года на фронтах Великой Отечественной войны.
Сержант Паршенков являясь начальником рации в группе 14 августа[уточнить] в условиях стабильной обороны, форсировав реку Сейм, проник в тыл противника и находился там 20 суток. После выхода из строя радиостанции он составе группы дважды вступал в бой с превосходящим противником.
13 сентября 1943 года в составе группы проник в тыл противника, действуя как разведчик, отразил три попытки противника взорвать мост через реку Вьюница. Приказом по 60-й армии от 13 сентября 1943 года он был награждён орденом Красной Звезды.
В наградных документах указано, что Паршенков был также награждён орденами Красного знамени и Отечественной войны 2-й степени.
Сержант Паршенков с подчиненными в марте — апреле 1944 года неоднократно проникал в тыл противника, добывал ценные сведения. 25 апреля—5 мая 1944 года, находясь во тылу противника, установил его систему обороны по реке Золотая Липа (к западу от города Тернополь), направление движения танков и автомашин с грузами, своевременно сообщил об этом в штаб армии. Приказом по 60-й армии от 21 мая 1944 года он был награждён орденом Славы 3-й степени.
В мае — июле 1944 года старший сержант Паршенков дважды в составе разведгруппы совершил выходы на разведку в тыл противника, находясь там по нескольку суток. В результате были установлены районы скопления танков, 18 гарнизонов, склады, ложный аэродром, склады. Велось наблюдение за железными Львов — Золочев и Золочев — Бережаны. Приказом по 60-й армии от 5 августа 1944 года он был награждён орденом Славы 2-й степени.
Старший сержант Паршенков 15 января — 15 февраля 1945 года на Краковском и Катовицком направления вёл инженерную разведку корпусного маршрута в боевых порядках пехоты. При этом своевременная разведка 250 км дороги, 12 мостов, четырёх водных преград и своевременно переданные в штаб части сведения о препятствиях дали возможность быстро устранять их, что способствовало быстрому продвижению войск и техники.
В ночь на 22 марта 1945 года провёл разведку реки Опава в тылу противника западнее города Троппау (Опава).

24 марта — 4 апреля 1945 года он, действуя в боевых порядках пехоты, разведал 2 моста в селе Ернау. Мосты были заминированы и Паршенков под огнём противника разминировал их.
В ночь на 13 апреля 1945 года Паршенков с группой радиофицированной разведки прошёл в тыл противника в районе города Троппау, в течение 7 дней разведал реку Опава, мосты, дороги и препятствия в полосе наступления 60-й армии, разведал скопления войск противника. В ночь на 15 апреля 1945 года разведгруппа была обнаружена противником. Паршенков умело оторвался от преследующего противника и ушёл в горы. Через 2 суток благополучно перешёл линию фронта и вернулся в часть. Указом Президиума Верховного Совета СССР от 19 июня 1945 года он был награждён орденом Славы 1-й степени.
Старший сержант Паршенков был демобилизован в 1947 году. Жил и работал в городе Райчихинск Амурской области.
Скончался Борис Семёнович Паршенков 23 июля 1977 года.

## Память
В городе Райчихинск в честь Бориса Семеновича Паршенкова проводится региональный турнир по баскетболу.